# Klinikum Großhadern (metropolitana di Monaco di Baviera)
Klinikum Großhadern (abbreviato: KL) è una stazione della metropolitana di Monaco di Baviera inaugurata il 22 maggio 1993. È il capolinea della linea U6 e serve il vicino ospedale universitario (da cui il nome) nonché diversi studentati.
Il progetto è dell'architetto Paolo Nestler, nato a Bergamo, lo stesso che ha disegnato molte delle fermate della parte urbana della linea U6: si possono infatti riscontrare delle somiglianze tra alcune delle fermate.
La decorazione delle pareti, che rappresenta un paesaggio prealpino al variare delle stagioni, si deve invece a Eckard Hauser.
La particolarità della fermata è data dalle due grandi piramidi di vetro che sormontano le uscite: queste nel progetto originale sarebbero dovute essere alte il doppio e assomigliare a quella del Louvre, ma per motivi economici furono ridotte all'attuale altezza di nove metri.